# Distcc
Distcc is een programma dat de rekenkracht van een compilatieproces in de programmeertalen C en C++ verspreidt over meerdere computers.
Een compilatieproces kan op deze manier worden versneld.
Bijvoorbeeld: 1 computer met 750 MHz kloksnelheid moet een Linux-omgeving compileren, dit gaat echter minstens 20 uur duren. Nu zijn er 4 computers in het netwerk die hun processorkracht niet gebruiken met elk een rekenkracht van 500 MHz. De rekenkracht wordt verspreid:
4 × 500 = 2000 MHz + 750 = 2750 MHz
Dit is de rekenkracht van alle 4 pc's in het netwerk samen + (1) de pc die hulp nodig heeft bij het compilatieproces. Hier kan je zien dat de pc sneller kan rekenen doordat de kracht van de pc's samen wordt gebundeld, met als gevolg dat het compilatieproces in plaats van 20 uur misschien maar 5 uur duurt.
De naam komt waarschijnlijk van distributed c compiler.